# A Kiss in the Dreamhouse
| Recensione   | Giudizio    |
| ------------ | ----------- |
| AllMusic     | [ 1 ]       |
| Melody Maker | molto buono |
| NME          | molto buono |
| The Quietus  | molto buono |

A Kiss in the Dreamhouse è il quinto album in studio del gruppo musicale britannico Siouxsie and the Banshees, pubblicato il 5 novembre 1982.
Successo sia di critica che commerciale, A Kiss in the Dreamhouse ha raggiunto il n° 11 della classifica britannica. Gli stessi Banshees hanno affermato che era il loro miglior lavoro fino all'uscita di Peepshow nel 1988. Nell'agosto 2007 è stato inserito al 1º posto nella classifica dei migliori album del 1982 dalla rivista Mojo.

## Il disco

### Contesto, produzione e musica
Più simile a Kaleidoscope che al precedente Juju, l'album appartiene a una fase "sperimentale" e psichedelica della carriera dei Banshees, che abbandonano il dark rock per uno stile più particolare, lussureggiante, sensuale: la strumentazione e gli arrangiamenti di A Kiss in the Dreamhouse sono molto curati, e il gruppo fa un uso generoso di sintetizzatori, archi, campanelli. La stessa copertina, di sapore quasi "bizantineggiante", con una cascata di simboli dorati, sottolinea la metamorfosi dei Banshees da gruppo post-punk a gruppo di pop-rock sofisticato. Il chitarrista John McGeoch suona diversi strumenti, tra cui flauto dolce e tastiere. Per Julian Marszalek di The Quietus, la pubblicazione ha dimostrato per i Banshees di essere "uno dei grandi gruppi psichedelici britannici" dell'era post-punk.
La band si è bloccata dallo scrivere dopo il successo di Juju del 1981. Durante la primavera del 1982, è andata in tour in Scandinavia, con tre brani completati: Cascade, Painted Bird e Green Fingers. Quando a luglio è tornato in studio, il gruppo ha intrapreso una settimana di improvvisazioni scatenate da un nastro a sezione continua della versione orchestrale di Fireworks, un singolo a sé stante pubblicato a maggio. Gli altri pezzi seguirono facilmente. Siouxsie non voleva usare sintetizzatori negli arrangiamenti:
A Kiss in the Dreamhouse è stato il primo album in cui i Banshees sfruttarono davvero le possibilità in studio. Si sono lasciati ispirare dai suoni. L'ingegnere Mike Hedges, che era interessato alla vocalità, ha messo diversi effetti sulla voce di Siouxsie e l'ha sezionata in più strati. Hedges li ha anche incoraggiati a giocherellare con gli effetti; se la band veniva con qualcosa di insolito, l'avrebbe voluta massima.
Secondo la band, A Kiss in the Dreamhouse era probabilmente il loro lavoro più sperimentale. L'album contiene flauto dolce, campanelli, loop e molte sovraincisioni vocali.

### Titolo e copertina
Il titolo di A Kiss in the Dreamhouse è venuto in mente a Severin dopo aver visto un programma sulle prostitute di Hollywood degli anni '40 che hanno avuto interventi di chirurgia estetica per assomigliare alle star, in modo che potessero avere più clienti. Il "Dreamhouse" era un bordello di Los Angeles che è realmente esistito, dove le persone potessero incontrare delle perfette repliche delle stelle dell'epoca, donne tipo Mae West.
La citazione nella copertina interna "Nellie l'Elefante ha imballato la sua proboscide e ha detto addio al circo", si riferisce al loro ex manager, Nils "Nellie" Stevenson, che ha lasciato la band prima della registrazione dell'album. Era il loro manager fin dai primi giorni.
La copertina dell'album è stata ispirata dai dipinti di Gustav Klimt. Come i Banshees raggiunsero la ricchezza che desideravano, volevano "una grafica molto colorata con un sacco colori dorati e profondi, perché sentivamo che la musica era molto ricca".

### Pubblicazione
L'album raggiunse la posizione n. 11 delle classifiche britanniche; i singoli estratti furono Slowdive (pubblicato il 1º ottobre 1982, raggiunse la posizione n. 41 delle classifiche) e Melt! (pubblicato il 26 novembre 1982, posizione n. 49). L'album è stato rimasterizzato e ristampato nel 2009.

### Lascito
Diversi gruppi hanno poi fatto delle cover e campionato le canzoni di questo album. Gli LCD Soundsystem hanno pubblicato una versione di Slowdive, come lato B del singolo Disco Infiltrator; è stato incluso anche sulla loro compilation Introns del 2006. I Beta Band hanno campionato la versione live di Nocturne di Painted Bird sulla traccia Liquid Bird, uscita sull'album Heroes to Zeros del 2003.

## Tracce
Testi di Sioux, musiche di Siouxsie and the Banshees, tranne ove indicato.
Lato 1
1. Cascade - 4:24 (testo: Severin)
2. Green Fingers - 3:32
3. Obsession - 3:51
4. She's a Carnaval - 3:39 (testo: Severin)
5. Circle - 5:23

Lato 2
1. Melt! - 3:47 (testo: Severin)
2. Painted Bird - 4:15
3. Cocoon - 4:29
4. Slowdive - 4:18

Tracce bonus rimasterizzazione 2009
1. Fireworks [12" Version] - 4:33 (testo: Severin)
2. Slowdive [12" Version] - 5:49
3. Painted Bird [Workhouse Demo] - 3:49
4. Cascade [Workhouse Demo] - 4:33 (testo: Severin)

## Formazione
- Siouxsie Sioux - voce, campanelli in "Obsession"
- John McGeoch - chitarra, tastiere in "Cocoon", "Circle" e "Cascade", flauto dolce in "Green Fingers"
- Steven Severin - basso, organo in "Painted Bird", basso a sei corde in "Slowdive"
- Budgie - batteria, percussioni, fisarmonica e armonica in "Slowdive"

### Altri musicisti
- Anne Stephenson - violino in "Obsession" e "Slowdive"
- Virgine Hewes - violino in "Obsession" e "Slowdive"
- Caroline Lavelle - violoncello in "Obsession"

### Produzione
- Mike Hedges - ingegnere del suono
- Leo Pappas - assistente ingegneria
- Modhitis Retsina - assistente ingegneria
- Rocking Russian - design e grafica
- Michael Kostiff - fotografie